# Argyrodes atriapicatus
Argyrodes atriapicatus är en spindelart som beskrevs av Embrik Strand 1906. Argyrodes atriapicatus ingår i släktet Argyrodes och familjen klotspindlar.
Artens utbredningsområde är Etiopien. Inga underarter finns listade i Catalogue of Life.